# Sten Hellström
Sten Göte Hellström, född 14 september 1955 i Eskilstuna Klosters församling i Södermanlands län, är en svensk skådespelare.

## Filmografi
- 1986 – Porttelefonen
- 1986 – På villande hav
- 1987 – Jim och piraterna Blom
- 1992 – En komikers uppväxt (TV-serie)
- 1992 – Jönssonligan & den svarta diamanten
- 1994 – Bert (TV-serie)
- 1996 – Cluedo - en mordgåta (TV-serie)
- 1997 – Nudlar och 08:or (TV-serie)

## Teater

### Roller
| År   | Roll        | Produktion                                         | Regi         | Teater           |
| ---- | ----------- | -------------------------------------------------- | ------------ | ---------------- |
| 1989 | Medverkande | Tingel-tangel, revy Povel Ramel och Hans Alfredson | Mikael Ekman | Restaurang Tyrol |